# Abdul Carter
Abdul Jabar Carter (Filadelfia, 2 gennaio 2004) è un giocatore di football americano statunitense che milita nel ruolo di defensive end per i New York Giants della National Football League (NFL).

## Carriera universitaria
Carter si iscrisse a Penn State nel giugno 2022 poco dopo essersi diplomato. Nella prima partita nel college football fu espulso nella gara contro Purdue. Nella sua prima stagione iniziò a giocare come linebacker di riserva. Disputò la prima gara come titolare nella settima partita contro Minnesota. Chiuse la sua prima annata con 56 tackle, di cui 10,5 con perdita di yard, e guidando la squadra con 6,5 sack, oltre a due fumble forzati e 4 passaggi deviati, venendo inserito nella seconda formazione ideale della Big Ten Conference. Nel 2024 Carter mise a segno 63 placcaggi, 11 sack e 2 fumble forzati, venendo premiato come difensore dell'anno della Big Ten e nominato unanimemente All-American.

## Carriera professionistica

### New York Giants
Carter era considerato uno dei migliori difensori selezionabili nel Draft NFL 2025. Il 25 aprile fu chiamato come terzo assoluto dai New York Giants.